# Kate Axford
Pour les articles homonymes, voir Axford.
Kate Axford née le 31 mars 1999, est une joueuse britannique de hockey sur gazon. Elle évolue avec les équipes nationales anglaise et britannique. Elle pratique également l'athlétisme à haut niveau.

## Carrière
Elle a été appelée en mai 2022 avec l'Angleterre pour concourir à la Ligue professionnelle 2021-2022 sans jouer le moindre match.

## Palmarès
- : 3e à l'Euro U21 2017.